# Galar
Galar település Spanyolországban, Navarra autonóm közösségben. Galar Pamplona, Adiós, Aranguren, Valle de Elorz / Elortzibar, Beriáin, Tiebas-Muruarte de Reta, Biurrun-Olcoz, Uterga, Cizur, Zizur Mayor és Cizur Menor községekkel határos. Lakosainak száma 2400 fő (2024).

## Népesség
A település népessége az elmúlt években az alábbi módon változott:
| Lakosok száma | 1233 | 1342 | 1515 | 1628 | 1865 | 2007 | 2194 | 2273 | 2299 | 2400 |
|               | 2001 | 2004 | 2007 | 2009 | 2012 | 2014 | 2017 | 2019 | 2022 | 2024 |